# Ursula Donath
Ursula Donath (z domu Jurewitz, ur. 30 lipca 1931 w Saldusie) – wschodnioniemiecka lekkoatletka, specjalizująca się w biegach średniodystansowych, brązowa medalistka igrzysk olimpijskich z 1960 r. z Rzymu, w biegu na 800 metrów.

## Finały olimpijskie
- 1960 – Rzym, bieg na 800 metrów – brązowy medal

## Inne osiągnięcia
- rekordzistka świata w biegu na 880 yardów – 2:12,6 – Budapeszt 19/08/1953
- trzykrotna rekordzistka Europy w biegu na 400 m
  - 55,7 – Berlin 25/06/1953
  - 55,0 – Budapeszt 06/08/1954
  - 54,4 – Warszawa 05/08/1955
- mistrzyni NRD w biegu na 800 m – 1952

## Rekordy życiowe
- bieg na 800 metrów – 2:05,73 – 1960